# Maison natale de Shakespeare
La maison natale de Shakespeare est une maison à colombages du XVIe siècle de style Tudor, un jardin à l'anglaise et un « musée Shakespeare » de Stratford-upon-Avon dans le Warwickshire en Angleterre où le poète, dramaturge et écrivain William Shakespeare (1564-1616) est né et a passé son enfance.

## Historique
Le 23 avril 1564 William Shakespeare (fils de John Shakespeare et de Mary Arden) nait dans cette maison à colombages et y passe son enfance.

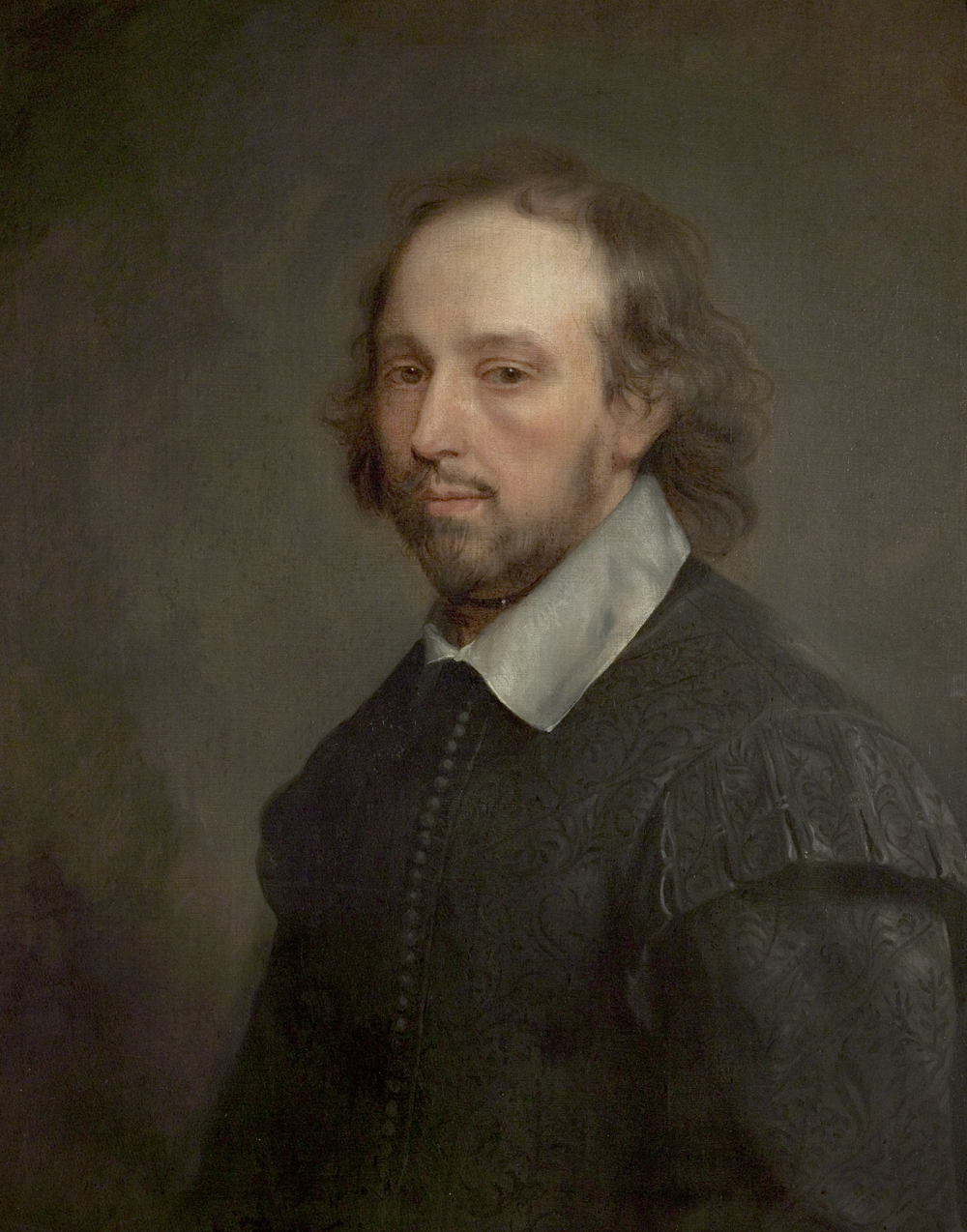
William Shakespeare (1564-1616)
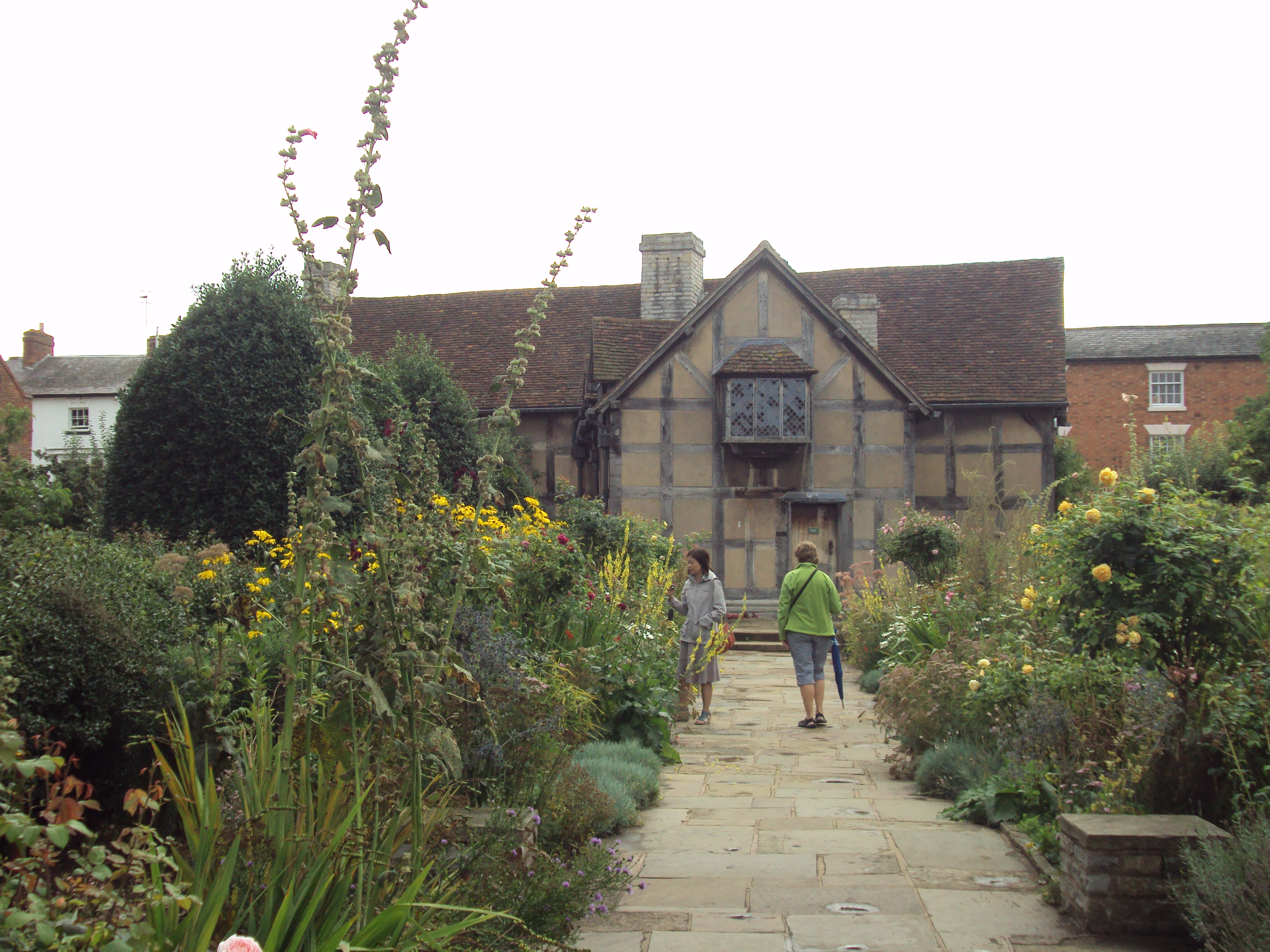
Jardin à l'anglaise
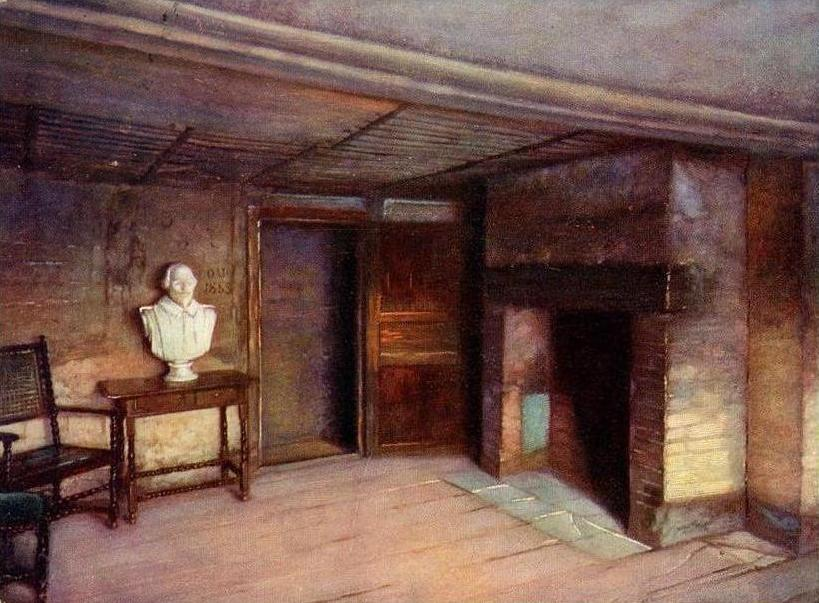
Pièce où est né Shakespeare